# أبو الحسن بن كيسان
أَبُو الحَسَن مُحَمَّد بِن أَحمَد بِن كَيسَان (؟ - 299هـ/912م) من أوائل نُحاة المدرسة البغدادية، تأثَّر بشدَّة بآراء المبرد البصري وأبو العباس ثعلب الكوفي.

## حياته
لم تذكر كُتُب التراجم السنة التي وُلِدَ فيها ابن كيسان، وتُقَدَّر ولادته في الثُلُث الأوَّل من القرن الثالث الهجري، ولم تحدِّثنا كذلك عن نشأته وشبابه. تتلمذ ابن كيسان على يدِ المُبرد وثعلب. ويُعدُّ ابن كيسان واحداً من أوائل نحاة المدرسة البغدادية، حفظ مذاهب كُلاً من نحاة البصرة والكوفة، وجمع في آراءه بين المذهبين، وتأثَّر على وجه الخصوص بآراء المبرد البصري وثعلب الكوفي. ويعتبره شوقي ضيف مؤسِّس المدرسة البغدادية في النحو. ذاع صيت ابن كيسان في أرجاء بغداد، وامتلأت مجالسه ودروسه بالأمراء والشيوخ وعامَّة الناس، وكان يعاملهم سواسية. وقال أبو بكر بن مجاهد عنه: «كان أبو الحسن بن كيسان أنحى من الشيخين [يقصد المبرد وثعلب]»، وقال عنه أبو حيان التوحيدي: «ما رأيت مجلساً أكثر فائدة وأجمع لأصناف العلوم وخاصّة ما يتعلّق بالتحف والطرف والنتف من مجلس ابن كيسان». تُوفِّي ابن كيسان في سنة 299هـ في بغداد زمن خلافة المقتدر.

## مؤلفاته
ألَّف ابن كيسان الكثير من المؤلفات فُقِد معظمها، وهي كالتالي:
| - «الفاعل والمفعول به» (في النحو) - «الكافي» (في النحو) - «المهذب في النحو» (في النحو) - «المسائل على مذهب النحويين ممَّا اختلف فيه البصريون والكوفيون» (في الخلاف النحوي) - «المختار» (في علل النحو) - «التصاريف» (في الصرف) - «غلط أدب الكاتب» - «اللامات» - «الحقائق» - «البرهان» - «مصابيح الكتّاب» | - «الهجاء والخط» - «غريب الحديث» - «الوقف والابتداء» - «القراءات» - «الشاذانيّ في النحو» - «المذكر والمؤنث» - «المقصور والممدود» - «معاني القرآن» - «المختصر في النحو» وطبع باسم الموفّقيّ في النّحو بتحقيق عبد الحسين الفتلي وهاشم طه شلاش ونشر في مجلة المورد ببغداد العدد الثاني - «المسائل» - «تلقيب القوافي وتلقيب حركاتها» |